# Shafer
Shafer és una població dels Estats Units a l'estat de Minnesota. Segons el cens del 2000 tenia 343 habitants.

## Demografia
Segons el cens del 2000, Shafer tenia 343 habitants, 124 habitatges, i 93 famílies. La densitat de població era de 210,2 habitants per km².
Dels 124 habitatges en un 41,1% hi vivien nens de menys de 18 anys, en un 46% hi vivien parelles casades, en un 23,4% dones solteres, i en un 25% no eren unitats familiars. En el 21% dels habitatges hi vivien persones soles el 0,8% de les quals corresponia a persones de 65 anys o més que vivien soles. El nombre mitjà de persones vivint en cada habitatge era de 2,77 i el nombre mitjà de persones que vivien en cada família era de 3,09.
Per edats la població es repartia de la següent manera: un 32,9% tenia menys de 18 anys, un 8,2% entre 18 i 24, un 32,7% entre 25 i 44, un 19,2% de 45 a 60 i un 7% 65 anys o més.
L'edat mediana era de 31 anys. Per cada 100 dones de 18 o més anys hi havia 94,9 homes.
La renda mediana per habitatge era de 41.667 $ i la renda mediana per família de 43.000 $. Els homes tenien una renda mediana de 32.656 $ mentre que les dones 27.250 $. La renda per capita de la població era de 17.561 $. Entorn del 5,1% de les famílies i el 9,1% de la població estaven per davall del llindar de pobresa.

## Poblacions més properes
El següent diagrama mostra les poblacions més properes.